# Полонская волость

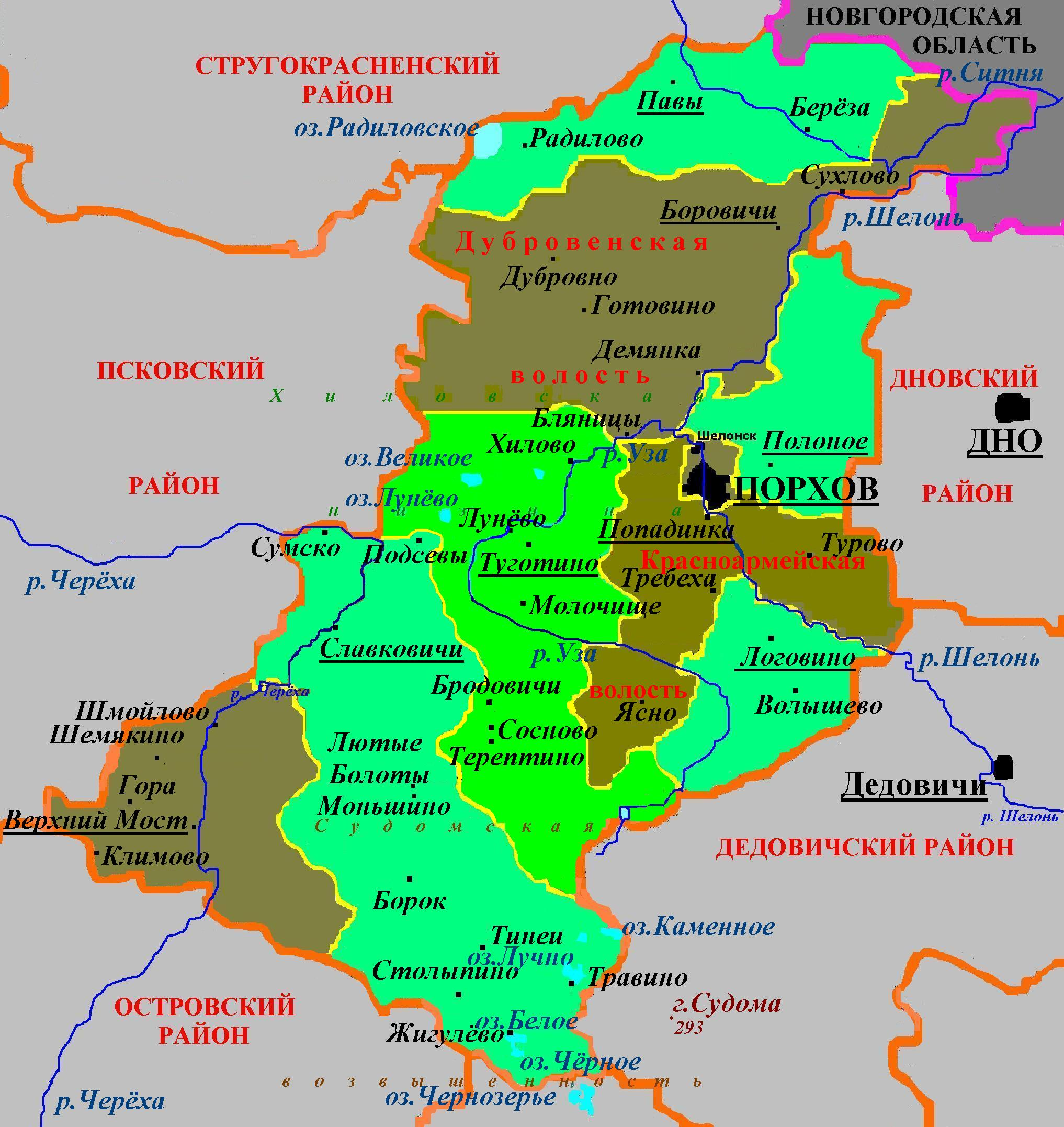
Административное деление Порховского района в 2010—2015

Полонская волость — административно-территориальная единица 3-го уровня и муниципальное образование со статусом сельского поселения в Порховском районе Псковской области России.
Административный центр — деревня Попадинка (до апреля 2015 года — деревня Полоное).

## География
Территория волости граничит на северо-западе с Дубровенской волостью и городом Порхов, на западе и юго-западе — с Славковской волостью Порховского района, на востоке и северо-востоке — с Дновским районом, на юго-востоке и юге — с Дедовичским районом Псковской области.

## Население
| 2002  | 2010  | 2012  | 2013  | 2014  | 2015  | 2016  |
| ----- | ----- | ----- | ----- | ----- | ----- | ----- |
| 2356  | ↘1972 | ↘1933 | ↘1882 | ↘1796 | ↘1762 | ↗4122 |
| 2017  | 2018  | 2019  | 2020  | 2021  |       |       |
| ↘4006 | ↘3870 | ↘3784 | ↘3750 | ↗4299 |       |       |

Суммарная численность населения присоединённых к Полонской волости упразднённых Красноармейской и Логовинской волосте, по состоянию на 1 января 2015 года составляла 4193 человека.

## Населённые пункты
В состав волости с апреля 2015 года входят 142 населённых пункта (деревни):
| №   | Населённый пункт | Тип     | Население |
| --- | ---------------- | ------- | --------- |
| 1   | Александровка    | деревня | ↘1        |
| 2   | Александровка    | деревня | →0        |
| 3   | Александрово     | деревня | ↘43       |
| 4   | Алёнино-Захонье  | деревня | ↘12       |
| 5   | Арбузова Щилинка | деревня | ↘149      |
| 6   | Бараново         | деревня | ↘3        |
| 7   | Бельково         | деревня | ↘0        |
| 8   | Бельское Устье   | деревня | ↘218      |
| 9   | Берёзка          | деревня | ↘21       |
| 10  | Большая Яровня   | деревня | ↘12       |
| 11  | Большие Липки    | деревня | ↘19       |
| 12  | Большие Луки     | деревня | ↘2        |
| 13  | Борок            | деревня | ↘4        |
| 14  | Бортниково       | деревня | ↘5        |
| 15  | Буриско          | деревня | ↘3        |
| 16  | Быстро           | деревня | ↘17       |
| 17  | Великое Село     | деревня | ↘4        |
| 18  | Великуши         | деревня | ↘10       |
| 19  | Вельяк           | деревня | ↘3        |
| 20  | Веретье          | деревня | →5        |
| 21  | Волышево         | деревня | ↘381      |
| 22  | Воронцово        | деревня | ↘0        |
| 23  | Воротницы        | деревня | ↘10       |
| 24  | Гойкино          | деревня | ↘9        |
| 25  | Голово           | деревня | ↘3        |
| 26  | Горелицы         | деревня | ↗8        |
| 27  | Горки            | деревня | →0        |
| 28  | Горная Яровня    | деревня | ↘13       |
| 29  | Городок          | деревня | ↘3        |
| 30  | Горомулино       | деревня | ↘1        |
| 31  | Горушка          | деревня | →2        |
| 32  | Гречушанка       | деревня | ↘0        |
| 33  | Гузилово         | деревня | ↘3        |
| 34  | Гучено           | деревня | ↘10       |
| 35  | Дворище          | деревня | ↘2        |
| 36  | Демьяново        | деревня | ↘8        |
| 37  | Долгое Поле      | деревня | ↘0        |
| 38  | Дорогини         | деревня | ↘15       |
| 39  | Евановичи        | деревня | ↘3        |
| 40  | Жарки            | деревня | →10       |
| 41  | Жидовичи         | деревня | ↘0        |
| 42  | Залужье          | деревня | ↘39       |
| 43  | Замосовье        | деревня | →0        |
| 44  | Замушки          | деревня | ↘0        |
| 45  | Заполье          | деревня | ↘2        |
| 46  | Заполянье        | деревня | ↗20       |
| 47  | Затишье          | деревня | →5        |
| 48  | Захарево         | деревня | ↘0        |
| 49  | Заходы           | деревня | ↘0        |
| 50  | Зеленково        | деревня | ↘2        |
| 51  | Ильино           | деревня | ↗10       |
| 52  | Исаково          | деревня | ↘3        |
| 53  | Каменка          | деревня | →0        |
| 54  | Карачуницы       | деревня | ↘10       |
| 55  | Качалово-Каменка | деревня | ↘3        |
| 56  | Качурицы         | деревня | ↘12       |
| 57  | Киевка           | деревня | ↘12       |
| 58  | Козоногово       | деревня | ↘0        |
| 59  | Коковкино        | деревня | ↘0        |
| 60  | Колода           | деревня | ↘0        |
| 61  | Красная Горка    | деревня | →3        |
| 62  | Красный Бор      | деревня | ↘13       |
| 63  | Кшоты            | деревня | ↘0        |
| 64  | Летохино         | деревня | ↘0        |
| 65  | Липотяги         | деревня | ↗2        |
| 66  | Лисье            | деревня | ↘2        |
| 67  | Логовино         | деревня | ↘325      |
| 68  | Лутково          | деревня | ↘17       |
| 69  | Любасницы        | деревня | ↘1        |
| 70  | Любоежа          | деревня | ↘0        |
| 71  | Максаков Бор     | деревня | ↘49       |
| 72  | Малая Яровня     | деревня | ↘2        |
| 73  | Малитино         | деревня | ↘12       |
| 74  | Малые Липки      | деревня | ↘3        |
| 75  | Мехи             | деревня | ↘1        |
| 76  | Могилево         | деревня | ↘30       |
| 77  | Молоди           | деревня | ↘6        |
| 78  | Молодошково      | деревня | ↘5        |
| 79  | Моржовино        | деревня | →0        |
| 80  | Недажино         | деревня | →0        |
| 81  | Нестрино         | деревня | ↘100      |
| 82  | Новая Каменка    | деревня | ↘2        |
| 83  | Ново-Петровское  | деревня | ↘1        |
| 84  | Новые Буриги     | деревня | ↘6        |
| 85  | Олтухово         | деревня | ↘3        |
| 86  | Опочно           | деревня | ↘8        |
| 87  | Осечище          | деревня | ↘9        |
| 88  | Острицы          | деревня | →0        |
| 89  | Острова          | деревня | ↘16       |
| 90  | Пальцево         | деревня | ↘9        |
| 91  | Паникша          | деревня | ↘59       |
| 92  | Патокино         | деревня | ↘10       |
| 93  | Пестово          | деревня | →0        |
| 94  | Плосково         | деревня | ↗1        |
| 95  | Плотишно         | деревня | ↘5        |
| 96  | Поддубье         | деревня | ↘7        |
| 97  | Полоное          | деревня | ↗1623     |
| 98  | Поляны           | деревня | ↘0        |
| 99  | Попадинка        | деревня | ↘459      |
| 100 | Пруссы           | деревня | ↘12       |
| 101 | Пугино           | деревня | ↘2        |
| 102 | Раково           | деревня | ↘25       |
| 103 | Рисково          | деревня | ↘3        |
| 104 | Ростани          | деревня | ↘6        |
| 105 | Рытицы           | деревня | ↘12       |
| 106 | Свиная Горка     | деревня | →1        |
| 107 | Селище           | деревня | ↘26       |
| 108 | Славницы         | деревня | ↘3        |
| 109 | Смоленец         | деревня | ↘12       |
| 110 | Сопка            | деревня | ↘1        |
| 111 | Сопша            | деревня | ↗8        |
| 112 | Сосновый Бор     | деревня | ↘85       |
| 113 | Старище          | деревня | ↘4        |
| 114 | Старые Буриги    | деревня | ↘22       |
| 115 | Страшницы        | деревня | ↘6        |
| 116 | Струково         | деревня | ↘5        |
| 117 | Тимоново         | деревня | ↘5        |
| 118 | Тишенка          | деревня | ↗5        |
| 119 | Тосныборки       | деревня | ↘32       |
| 120 | Требеха          | деревня | ↘47       |
| 121 | Требешница       | деревня | ↘13       |
| 122 | Тригорша         | деревня | ↗29       |
| 123 | Турово           | деревня | ↘36       |
| 124 | Углы             | деревня | ↗7        |
| 125 | Уза              | деревня | →0        |
| 126 | Узлово           | деревня | ↘8        |
| 127 | Укреть           | деревня | ↘1        |
| 128 | Федково          | деревня | ↘23       |
| 129 | Федотино         | деревня | ↘5        |
| 130 | Фомкина Гора     | деревня | ↘9        |
| 131 | Фролово          | деревня | ↘8        |
| 132 | Холомки          | деревня | ↘36       |
| 133 | Хрычково         | деревня | ↘13       |
| 134 | Чернея           | деревня | ↘0        |
| 135 | Чёрное-Захонье   | деревня | ↘19       |
| 136 | Черноречье       | деревня | ↘3        |
| 137 | Шевницы          | деревня | ↘16       |
| 138 | Шилово           | деревня | →0        |
| 139 | Щенец            | деревня | ↘9        |
| 140 | Щерепицы         | деревня | ↘10       |
| 141 | Язвище           | деревня | ↘0        |
| 142 | Ясно             | деревня | ↘103      |

## История
Территория современной волости в 1927 году вошла в Порховский район в виде ряда сельсоветов, в том числе Полонского сельсовета.
Указом Президиума Верховного Совета РСФСР от 16 июня 1954 года Буригский сельсовет был включён в Полонский сельсовет, Волышевский сельсовет — в Логовинский сельсовет, Селищенский и Соколихинский сельсоветы — в Красноармейский сельсовет, Шквертовский сельсовет — в Ясенский сельсовет, Шевницкий и Воротницкий сельсоветы были объединены в Туровский сельсовет, также Старищенский и Березский сельсоветы были объединены в Щилинский сельсовет.
Решением Псковского облисполкома от 25 апреля 1960 года Полонский сельсовет был включён в Щилинский сельсовет.
Решением Псковского облисполкома от 30 октября 1989 года в связи с переносом центра в д. Полоное, Щилинский сельсовет был переименован в Полонский сельсовет.
Постановлением Псковского областного Собрания депутатов от 26 января 1995 года все сельсоветы в Псковской области были переименованы в волости, в том числе Полонский сельсовет был превращён в Полонскую волость.
Законом Псковской области от 28 февраля 2005 года в границах волостей были также образованы муниципальные образования Полонская волость, Логовинская волость, а в границах Красноармейской и Ясенской волостей было образовано муниципальное образование Красноармейская волость со статусом сельского поселения с 1 января 2006 года в составе муниципального образования Порховский район со статусом муниципального района.
Законом Псковской области от 3 июня 2010 года Туровская волость была упразднена и включена в Красноармейскую волость с центром в деревне Попадинка.
До апреля 2015 года в состав Полонской волости входили 28 деревень: Александровка, Арбузова Щилинка, Берёзка, Бельково, Большие Луки, Воронцово, Гойкино, Городок, Заполянье, Замосовье, Каменка, Любоежа, Молоди, Моржовино, Недажино, Новые Буриги, Острицы, Острова, Паникша, Поддубье, Полоное, Ростани, Смоленец, Старище, Сопка, Старые Буриги, Тригорша, Хрычково.
Законом Псковской области от 30 марта 2015 года в состав Полонской волости в апреле 2015 года были включены две упразднённые Красноармейская и Логовинская волости.